# 2022 West
2022 West (1938 CK) là một tiểu hành tinh vành đai chính được phát hiện ngày 7 tháng 2 năm 1938 bởi K. Reinmuth ở Heidelberg.